# Візня (село)
Ві́зня (до 1939 року — Рудня-Візня) — село в Україні, у Малинській міській територіальній громаді Коростенського району Житомирської області. Чисельність населення становить 118 осіб (2001). У 1923 році — адміністративний центр колишньої Руднє-Візненської сільської ради, у 1941-44 роках — центр Візненської сільської управи.

## Населення
У середині 19 століття в поселенні проживало 42 селян обох статей, наприкінці 19 століття — 248 осіб, з них 119 чоловіків та 129 жінок, дворів — 46, або 233 особи та 72 двори, у 1941 році — 274 особи, дворів — 71.
Відповідно до результатів перепису населення СРСР, кількість населення станом на 12 січня 1989 року становила 141 особу. Станом на 5 грудня 2001 року, відповідно до перепису населення України, кількість мешканців села становила 118 осіб.

### Мова
Розподіл населення за рідною мовою за даними перепису 2001 року:
| Мова       | Кількість | Відсоток |
| ---------- | --------- | -------- |
| українська | 115       | 97.46%   |
| російська  | 3         | 2.54%    |
| Усього     | 118       | 100%     |

## Історія
В середньовіччі тут розміщувалася одна з найстаріших рудень Малинщини.
У середині 19 століття — слобода Візнянська або Рудня Радомисльського повіту Київської губернії. Лежала на річці Візня за 5 верст від Ворсівки. Належало Йосипові Пеньковському, входило до православної парафії у Ворсівці. Трохи нижче по річці був хутір Антонів.
За Географічним словником Королівства Польського, виданим 1895 року, над річкою Візня були Нова і Стара Візні — два села Малинської волості Радомисльського повіту Київської губернії, за 25 верст від Радомисля, православна парафія — Ворсівка (3 і 6 верст відповідно). Разом налічувалося 181 мешканець. Селяни, в кількості 49 ревізьких душ, отримали під сплату 176 десятин землі. Власність Пеньковських.
Наприкінці 19 століття — власницьке сільце Малинської волості Радомисльського повіту Київської губернії. Відстань до повітового центру, м. Радомисль — 23 версти, до волосного центру містечка Малин, де розміщувалися також найближчі телеграфна та поштова земська станції — 7 верст, до найближчої пароплавної станції Чорнобиль — 99 верст. Основним заняттям мешканців було хліборобство. У селі числилося 579 десятин землі, з яких 390 десятин належало поміщикам, 189 десятин — селянам. Село належало поміщикові З. А. Билині, який вів господарство самостійно, за трипільною сівозміною. В селі був водяний млин.
У 1923 році включене до складу новоствореної Руднє-Візненської сільської ради, адміністративний центр ради. 16 січня 1923 року Руднє-Візненську сільську раду ліквідовано, сільце підпорядковано Ворсівській сільській раді, яка 7 березня 1923 року увійшла до складу новоутвореного Малинського району Малинської округи. У 1939 році затверджено назву Візня, у 1941—44 роках — центр Візненської сільської управи.
12 червня 2020 року, відповідно до розпорядження Кабінету Міністрів України № 711-р «Про визначення адміністративних центрів та затвердження територій територіальних громад Житомирської області», територію та населені пункти Ворсівської сільської ради включено до складу Малинської міської територіальної громади Коростенського району Житомирської області.